# Bijektiv
En afbildning {\displaystyle \phi :X\to Y} er bijektiv (enentydig), når den både er injektiv og surjektiv, og man siger at {\displaystyle \phi } er en bijektion. En bijektiv afbildning afbilder således til ethvert element i {\displaystyle Y} ét (og kun ét) element i {\displaystyle X}; dvs. alle elementer i {\displaystyle X} og {\displaystyle Y} "er med" i afbildningen, og hverken den "forlæns" eller den "baglæns" afbildning afbilder til to elementer.
Bijektioner spiller en væsentlig rolle inde for alle grene af matematikken. Specielt er bijektionerne præcis de invertible afbildninger. Altså findes til en bijektion {\displaystyle \phi :X\to Y} en entydigt bestemt
afbildning {\displaystyle \phi ^{-1}:Y\to X} sådan at {\displaystyle \phi \circ \phi ^{-1}=\phi ^{-1}\circ \phi }. Omvendt
gælder, at hvis en afbildning {\displaystyle \phi } har en invers, da er {\displaystyle \phi } bijektiv.
Bijektioner bruges bl.a. indenfor mængdelære, hvor to mængder, X og Y, har samme kardinalitet, hvis der findes en bijektion, {\displaystyle \phi :X\to Y}.